# المعهد العلمي بالرياض
المعهد العلمي بالرياض أو معهد الرياض العلمي معهد علمي افتتحه الملك عبد العزيز آل سعود في عام 1949، وأسندت مهمة الإشراف عليه إلى مفتي المملكة العربية السعودية آنذاك الشيخ محمد بن إبراهيم. يقوم المعهد بتدريس مواد كثيرة يغلب عليها الطابع الشرعي مثل: زاد المستقنع، العقيدة الواسطية، عمدة الأحكام، الفرائض، مصلح الحديث، أصول الفقه. تُعد المعاهد العلمية التابعة للجامعة اللبنة الأولى لإنشاء الجامعة والركيزة الأساسية للتعليم الجامعي في العلوم الشرعية والاجتماعية. ولهذه الاعتبارات وفي ظل التنظيم الحالي للجامعة، ولإعطاء المعاهد ما تستحقه من متابعة وتطوير، ولربطها بالنظم واللوائح المعمول بها في الجامعة، وكي يتاح لها الإفادة من خبرات أعضاء المجالس العلمية فيها أوجدت الجامعة وكالة الجامعة لشؤون المعاهد العلمية لتواكب في مسيرتها التطوير الشامل لوحدات الجامعة التعليمية والوحدات المساعدة ويرتبط بالوكالة الوحدات الإدارية التالية

## الوحدات الإدارية
- إدارة التوجيه التربوي.
- الإدارة العامة لتطوير الخطط والمناهج.
- إدارة الامتحانات.
- إدارة الشؤون الطلابية.
- إدارة التجهيزات الدراسية.

وقد بلغ عدد المعاهد العلمية في المملكة ستين معهداً، كان نواتها الأولى المعهد العلمي في الرياض عام 1370.هـ حيث صدرت موافقة الملك عبد العزيز بن عبد الرحمن آل سعود على افتتاحه بناءً على اقتراح من الشيخ محمد بن إبراهيم آل شيخ، وعهد بالإشراف عليه إلى سماحته، وتتابع افتتاح المعاهد تلبية لحاجة الأمة، وتحقيقاً لعناية الدولة وفقها الله بخدمة العلوم الشرعية والعربية لكونها أشرف العلوم ولعلاقتها بنظام الحكم والإدارة في الدولة.
عندما برزت فكرة افتتاح المعاهد العلمية في المملكة لحظ ما يتمتع به المجتمع السعودي من خصائص في مقدمتها الرغبة في بناء المجتمع على الفضيلة والقيم الإسلامية الرفيعة. وانطلقت مسيرة المعاهد العلمية في ظل النظام القويم للدولة وبدأت تخرج أفواجاً من الطلاب أعدوا إعداداً مناسباً للقيام بمسؤوليتهم في الأمة وتحملوا مسؤولية الإسهام في تسيير الأعمال بكفاية وبخاصة في المجالات الشرعية في القضاء والإفتاء، والدعـوة والإرشاد، والاستشارات الشرعية، والتعليم والإدارة الحكومية وبرز منهم علماء وأدباء، وشعراء، ومؤرخون وباحثون، وامتد أثرهم إلى الحركة الأدبية في المملكة عن طريق التأليف والنشر والإعلام على مدى نصف قرن مضى، حيث بلغ الخريجون في المرحلة الثانـوية خلال تلك المدة أكثر من 64 ألفاً. وقد ظهرت آثارهم في تنمية الوعي الديني والاجتماعي وانتشار التعليم، ولا يخلو جهاز حكومي أو أهلي من عدد كبير من هؤلاء في موقع التخطيط أو التنفيذ أو المتابعة. وامتداداً لرسالة المملكة العربية السعودية الإسلامية إلى العالم، والتزاماً بمبدأ إشاعة العلم الشرعي بين الأمة، وتبليغه إلى الناس كافة، هيئت الدراسة في المعاهد لطائفة من أبناء المسلمين من مختلف البلدان لفهم الإسلام والتأثر بخصائص المجتمع الإسلامي ولكي يعيشوا المنطلقات السليمة للدعوة إلى الله عن قرب، وليتزودوا بالتوجيهات المفيدة في حياتهم العلمية بعد تمكينهم من إنهاء الدراسة، ومعرفة اللغة العربية من مصدرها الأول، وقد بلغ عددهم أكثر من ألفي طالب ينتمون إلى أكثر من 64 جنسية. في حين بلغ مجموع طلاب المعاهد العلمية عام 1421/1422 هـ قـرابة 25000 طالب يقوم على تدريسهم نحو 1400 مدرس.

## أهداف المعاهد العلمية
- تواكب المعاهد العلمية النهضة التعليمية في البلاد وتشارك التعليم العام مواد الدراسة المناسبة وتعنى عناية خاصة بالعلوم الإسلامية واللغة العربية
- يؤهل هذا النوع من التعليم الدارسين فيه للتخصصات في علوم الشريعة واللغة العربية إلى جانب الدراسة في الكليات النظرية الملائمة
- يرعى هذا التعليم أبناءه علميا وتربويا وتوجيهيا ومسلكيا لتحقيق أغراضه الأساسية في كفاية البلاد من المتخصصين في الشريعة واللغة العربية والدعاة إلى الله.